# Sukhavati
Sukhavati (Sanskrit सुखावती sukhāvatī; tibetisch བདེ་བ་ཅན་ Wylie bde ba can; chinesisch 極樂, Pinyin jílè; vietnamesisch Cực lạc; japanisch 極楽 gokuraku), „die Freudige“ (sa. sukha-vat), ist der Name des Reinen Landes (sa. buddhakṣetra, wörtlich „Buddhafeld“) des Buddha Amitabha, der im Amitabha-Buddhismus verehrt wird und große Bedeutung im Vajrayana hat. Anhänger dieser Traditionen hoffen in seinem "Reinen Land" wiedergeboren zu werden. Daneben gibt es im Buddhismus noch weitere Reine Länder, die anderen Buddhas zugeordnet sind.

## Amitabha in Sukhavati
Es gibt Bilder, die den Weg zeigen, wie man mit Amitabha und Sukhavati arbeitet. In der Mitte sieht man den Buddha Amitabha. Über seinem Kopf befindet sich die Verbindung mit der höheren Dimension (Nirwana, Leere und Glück in einem), symbolisiert durch einen Stupa und einen blauen Himmel. Links von Amitabha sitzt der Bodhisattva der Kraft (Vajrapani), rechts von ihm der Bodhisattva des Mitgefühls (Avalokiteshvara). Es braucht innere Ruhe (Amitabha), Selbstdisziplin und Liebe zu allen Wesen, um die Erleuchtung und das Paradies-Bewusstsein zu realisieren. Amitabha sendet allen Menschen Licht, um ihnen auf ihrem spirituellen Weg zu helfen. Er wünscht eine glückliche Welt voller glücklicher Menschen. Zu seinen Füßen sind viele spirituelle Praktizierende in verschiedenen Formen zu erkennen.
Es werden zwei Möglichkeiten beschrieben, die sogenannte Erleuchtungs-Energie zu erwecken. Einerseits kann man Amitabha in seinem Paradies (Sukhavati) visualisieren, seinen Namen als Mantra denken und zu ihm beten, dass er einen auf dem Weg nach Sukhavati führen möge.
Die zweite Möglichkeit besteht darin, sich selbst als Amitabha und die Welt als Paradies Sukhavati zu visualisieren. Man ist der meditierende Buddha Amitabha, sendet Licht zu allen Menschen aus und wünscht eine glückliche Welt. Eine typisch buddhistische Sichtweise ist es zu erkennen, dass man alles in seinem Leben hat, um spirituell zu üben und eines Tages selbst ein Buddha zu werden. Es gilt, die Fülle im Leben zu erkennen und die Erleuchtungs-Energie (das Wasser im Paradies) täglich zu erwecken.

## Herkunft der Lehre
Die Lehre von Sukhavati geht hauptsächlich auf das Kleine Sukhavativyuha-Sutra und das Große Sukhavativyuha-Sutra zurück, in denen Buddha Shakyamuni seinen Schülern eine Geburt in diesem Land als vortreffliches Mittel zur Erleuchtung lehrt.

## Entstehung von Sukhavati
Im Allgemeinen hat ein Buddha die Wurzeln für sein spezielles Wirken durch seine Praxis auf dem Weg zur Erleuchtung gelegt. Das Besondere an Buddha Amitabha sind seine Gelübde, in denen er geschworen hat, nur dann Buddhaschaft zu erlangen, wenn er mit seiner Buddhaschaft ein reines Land manifestieren wird, in dem Wesen Geburt annehmen können, die einen unreinen Geist haben und noch keine Stufe der Verwirklichung erreicht haben. Dieses Land soll so beschaffen sein, dass sie dort ohne Hindernisse praktizieren können und dann volle Buddhaschaft erlangen. Gemäß dem buddhistischen Mythos ist mit seiner Erleuchtung vor unermesslich langer Zeit dieses Land entstanden.

## Beschaffenheit von Sukhavati
Das Land des Buddha Amitabha liegt im Westen und dort lehrt dieser den buddhistischen Dharma. Es wird Reines Land genannt, weil die Wesen dort nicht leiden, sondern nur unterschiedliche Freuden kennen.
In der Mitte des Landes ist Buddha Amitabha mit den Bodhisattvas Avalokiteshvara zu seiner Rechten und Vajrapani zu seiner Linken. Er ist umgeben von einer großen Zahl von Buddhas und Bodhisattvas.
Es gibt sieben Reihen Gitter, Netze und Bäume, die aus vier Arten von Edelsteinen bestehen und sich über das ganze Land erstrecken. Durch diese wehen sanfte Winde, die Musik hervorbringen und vom Buddha, vom Dhamma und vom Sangha künden. Desgleichen gibt es siebenfach verzierte Teiche, die mit Wasser aus acht vorzüglichen Eigenschaften gefüllt sind und von denen Stufen aus Gold, Silber und Edelsteinen ausgehen. In den Teichen wachsen Lotosblumen von erhabener Schönheit und Reinheit, von denen Wohlgeruch ausgeht und Licht ausstrahlt.
Im ganzen Land ist himmlische Musik zu hören und der Boden besteht aus Gold. Die Bewohner des Landes sammeln Blüten auf, die vom Himmel regnen, und bringen sie den Buddhas zum Opfer dar, die sie den Dhamma lehren. Seltene und schöne Vögel singen sechsmal am Tag wohlklingende Lieder von den buddhistischen Lehren. Die einzelnen Erscheinungen in Sukhavati werden als verschiedene Manifestationen der Lehre des Buddha aufgefasst, so dass die Bewohner in Freude zur Buddhaschaft reifen können.

## Geburt in Sukhavati
Die Geburt in Sukhavati erfolgt nicht durch einen Mutterleib, sondern in einem Lotos. Die Ursache für die Geburt dort ist einerseits das Gelübde Amitābhas und andererseits der Wunsch, dort wiedergeboren zu werden. In den Reine-Land-Schulen Chinas und Japans wird dies hauptsächlich durch das Rezitieren von Amitabhas Namen ausgedrückt (Nianfo).

## Meditationspraxis
Als Praxis wird eine Geburt in Sukhavati nach dem Tod angestrebt. Dies gilt als besonders einfacher Weg zur Erleuchtung. Im tibetischen Buddhismus gibt es dazu noch eine besondere Meditation, die beim Sterben ausgeführt wird (bo. Phowa). Vor allem in den Reine-Land-Schulen, aber auch im tibetischen Buddhismus kann Sukhavati durch fortwährendes Rezitieren des Namens Amitabhas und Vergegenwärtigen des Landes und seines Buddhas schon in diesem Leben auf dieser Erde erfahren werden.

## Ikonographie
Amitabha wird häufig in Begleitung der Bodhisattvas Avalokiteshvara und Vajrapani gezeigt. Manchmal umgeben Buddha Amitabha in der ikonographischen Darstellung auch die Acht Großen Bodhisattvas.